# Cvet z juga
| Cvét z júga | Cvét z júga                       |
| ----------- | --------------------------------- |
| Мова        | словенська                        |
| Рік         | 2007                              |
| Країна      | Словенія                          |
| Виконавець  | Аленка Ґотар                      |
| Композитор  | Andrej Babić Aleksandar Valenčića |
| Поет        | Andrej Babić Aleksandar Valenčića |
| Місце       | 15                                |
| Балів       | 66                                |

«Cvét z júga» (укр. Квітка з півдня) — пісня, з якою на конкурсі Євробачення-2007 Словенію представляла співачка Аленка Ґотар. Пісня набрала 66 балів та посіла 15 місце у фіналі конкурсу.
Під час виконання пісні на сцені було мінімум освітлення, а сама виконавиця знаходилася в центрі всього дійства. Окрім неї в номері було задіяно ще п'ятеро людей, які виконували функцію бек-вокалу. В певний момент пісні світло майже зовсім вимкнулося, а Аленка Ґотар, використовуючи наручний ліхтарик, почала освітлювати своє обличчя, при цьому продовжуючи співати.